# Life Begins at 40
〈Life Begins at 40〉은 존 레논에 의해 씌여지고 녹음된 곡이다. 

## 작곡 및 발표 과정
이 곡은 레논과 링고 스타, 둘 다 40세가 된 1980년에 쓰여졌다. 레논은 링고의 요청으로 그의 집에서 이 곡의 데모를 녹음했으며, 그의 컴백 앨범 《Double Fantasy》의 어떤 세션에서도 녹음하지 않았다. 레논은 오직 이 곡을 자신의 곧 발매될 앨범인 《Can't Fight Lightning》을 녹음하기 위해 준비중인 링고 스타에게 줄 계획이었다. 레논은 이 곡의 컨트리 리듬이 링고에게 잘 어울린다고 생각했다. 하지만 1980년 12월 레논이 살해된 후, 그 계획들은 보류되었다. 그러나 레논의 데모는 결국 1998년 《John Lennon Anthology》 박스 세트에 수록되어 발표되었다.

## 가사
이 곡의 가사는 링고 스타를 겨냥한 짧은 소개로부터 시작되고 있다. 이 소개는 언제나 레논의 특징이라고 할 수 있는 흥미롭고 예리한 유머 감각이 반영되고 있다. 더불어 리듬 베이스와 함께 존의 기타 연주도 들을 수 있다. 소개글은 이렇다:
"여기 다코타 지역과 웨스턴 클럽으로 오신 것을 환영합니다 / 오노 요코의 아주 멋진 선물에 대한 보답으로, 오늘 아침 잠꼬대를 하면서 생각난 작은 소곡을 당신을 위해 부르고 싶습니다 / 그 곡의 제목은 '인생은 40부터'입니다"